# Carlo Montano
Carlo Montano (Livorno, 25 de septiembre de 1952) es un deportista italiano que compitió en esgrima, especialista en la modalidad de florete.
Participó en dos Juegos Olímpicos de Verano en los años 1972 y 1976, obteniendo una medalla de plata en Montreal 1976 en la prueba por equipos. Ganó siete medallas en el Campeonato Mundial de Esgrima entre los años 1974 y 1982.

## Palmarés internacional
| Juegos Olímpicos   | Juegos Olímpicos           | Juegos Olímpicos  | Juegos Olímpicos    |
| Año                | Lugar                      | Medalla           | Prueba              |
| ------------------ | -------------------------- | ----------------- | ------------------- |
| 1976               | Montreal (Canadá)          | Medalla de plata  | Florete por equipos |
| Campeonato Mundial |                            |                   |                     |
| Año                | Lugar                      | Medalla           | Prueba              |
| 1974               | Grenoble (Francia)         | Medalla de plata  | Florete individual  |
| 1975               | Budapest (Hungría)         | Medalla de bronce | Florete por equipos |
| 1977               | Buenos Aires (Argentina)   | Medalla de plata  | Florete por equipos |
| 1977               | Buenos Aires (Argentina)   | Medalla de bronce | Florete individual  |
| 1979               | Melbourne (Australia)      | Medalla de plata  | Florete por equipos |
| 1981               | Clermont-Ferrand (Francia) | Medalla de plata  | Florete por equipos |
| 1982               | Roma (Italia)              | Medalla de bronce | Florete por equipos |